# Thar
El desert de Thar és una extensa regió de desert sorrenc situada al nord-oest de l'Índia i a l'est del Pakistan. Limita el nord-oest amb el riu Sutlej, a l'est amb la serralada Aravalli, al sud amb el pantà d'curs_aigua salada conegut com a Rann del Kachchh, i a l'oest amb la plana del riu Sind. Situat principalment en l'estat de Rajasthan, a l'Índia, el desert de Thar té una longitud al voltant de 805 km i una amplada aproximada de 485 km.
És el setè desert per superfície (200.000 km²). Més que un vertader desert, es tracta de fet d'una extensió d'estepa amb una vegetació molt poc abundant de la qual només les dunes prou extenses n'estan desproveïdes.
Rep menys de 200 mm de precipitació anuals. Les seves ciutats principals són Bikaner i Jaisalmer. Malgrat aquestes condicions de vida extremes, la vida hi és present al desert. Entre els mamífers, hi trobem l'antílop cervicapra, la chinkara o gasela d'Aràbia (Gazella bennettii), el linx caracal (Felis caracal) i la guineu del desert (Vulpes bengalensis). És també el desert més densament poblat del món.
La zona ha esdevingut desèrtica en una època relativament recent, potser entre 2000 aC i el 1500 aC. En aquesta època el riu Ghaggar deixa de ser un curs d'curs_aigua important i es perd al desert.

## Referències

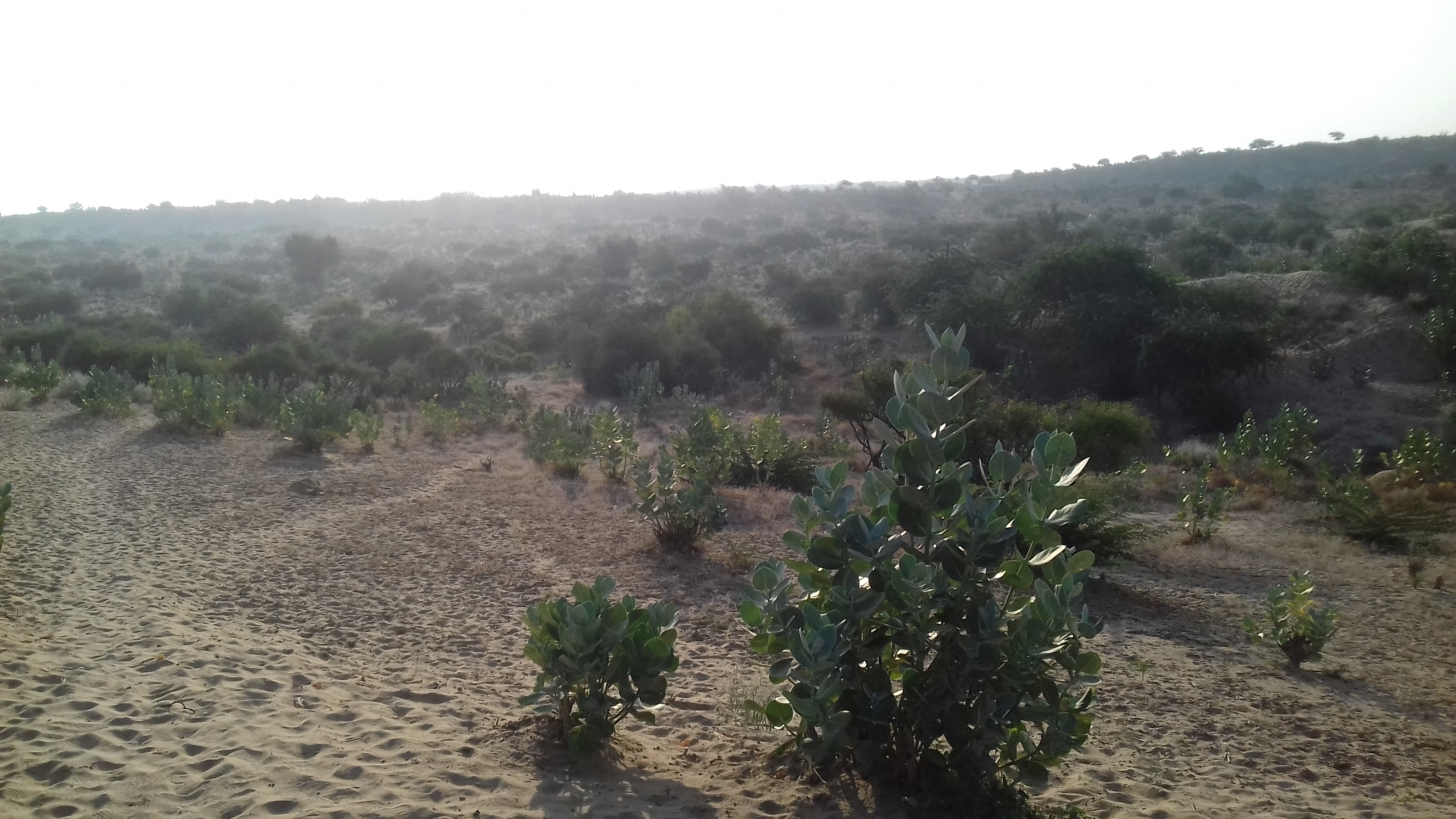
Bellesa de Thar